# 仙台赤門短期大学
仙台赤門短期大学（せんだいあかもんたんきだいがく、英語: Sendai Akamon College）は、宮城県仙台市青葉区荒巻字青葉6-41に本部を置く日本の私立大学。1947年創立、2018年大学設置。

## 概観

### 大学全体
- 宮城県仙台市青葉区に所在する日本の私立短期大学で、設置主体は学校法人赤門宏志学院
- 2018年（平成30年）4月に１学科で入学定員80名体制で開学した。

### 建学の精神（校訓・理念・学是）
- 建学の精神は、「看護師育成を通して地方、および地域社会に貢献」となっている[1]。

### 教育および研究
- 看護師の養成に特化した教育を行っており、臨地実習先として東北医科薬科大学病院や仙台市立病院などがある[1]。
- また東洋医学とのコラボレーションした教育が行われているところにも特色がある[2]。

## 沿革[注 1]

### 略歴
- 1947年
  - 4月 - 宮城県知事から「東北高等鍼灸学校」の設立の許可を受ける[3]。
- 1948年
  - 12月 - 厚生大臣から全国第一号として「東北高等鍼灸整按学校」の認定を受ける[4]。
- 1949年
  - 4月 - 文部大臣から公益法人として「財団法人東北高等鍼灸整按学校」の設立が許可される。
- 1957年
  - 4月 - 川内校舎新築落成。大町旧校舎から移転。
- 1967年
  - 8月 - 川内に新校舎落成。
- 1979年
  - 3月 - 宮城県から専修学校として認可を受け、校名を「赤門鍼灸柔整専門学校」に改称[5]。
- 1983年
  - 8月 - 現在の青葉山現校舎落成、川内旧校舎から移転。
- 1997年
  - 4月 - 学校創立50周年を迎え、記念式が開催される。
- 1999年
  - 11月 - 国分壮（創立者）が藍緩褒賞（教育事業発展の功績）を授与される。
- 2007年
  - 3月 - 国分町に新校舎落成。
  - 4月 - 学校創立60周年を迎える。
  - 10月 - 学校創立60周年記念式を行う。
- 2013年
  - 3月 - 財団法人赤門学志院の解散。学校法人赤門宏志学院の設立が認可される。
- 2016年（平成28年）
  - 10月 左記において文部科学省に短期大学設置の申請を行う。
- 2017年
  - 4月 - 学校創立70周年を迎える。
  - 8月29日 - 文部科学省より仙台赤門短期大学の設置認可の内示を受ける[6]。
- 2018年
  - 4月1日 仙台赤門短期大学が以下の学科体制にて開学する。
    - 看護学科 入学定員80名[7]
- 2019年
  - 7月17日 日本伝統医療看護連携学会が設立される。

### 年表
- 1947年
  - 4月7日 - 財団法人赤門学志院による東北高等鍼灸学校が設立される[8]。
- 1948年
  - 12月 - 東北高等鍼灸整按学校へ改称（全国第一号）。
- 1949年
  - 4月 - 財団法人東北高等鍼灸整按学校の設立。
- 1951年
  - 9月 - 校名を「東北高等鍼灸整復学校」に改称。
- 1953年
  - 4月 - 鍼灸科（2年6ヶ月制）、柔道整復科（2年制）の新設。
- 1954年
  - 1月23日 赤門自動車専門学校が創立される[9]。
- 1968年
  - 4月 - 柔道整復科第二部（2年制）の新設。校名を「仙台赤門鍼灸柔道整復学校」に改称。
- 1976年
  - 5月 - 鍼灸科第二部（3年制）の新設。
- 1979年
  - 3月 - 校名を「赤門鍼灸柔整専門学校」に改称。
- 2007年
  - 4月 - 東洋療法教育専攻科の新設。
- 2013年
  - 3月 - 学校法人赤門宏志学院の設立。
- 2015年
  - 2月 - 文部科学省「職業実践専門課程」を全学科で認定を受ける。
- 2018年
  - 4月 - 「東洋療法教育専攻科」から「臨床教育専攻科」へ名称変更。
- 2025年
  - 4月 - 「鍼灸手技療法学科」新設予定

## 教育及び研究

### 学科
- 看護学科（3年制・80名）
- 鍼灸手技療法学科（3年制・令和7年4月開設予定）

### 研究
- 『新型コロナウイルス感染症流行時における、仙台赤門短期大学の対応』[10]ほか。

## 施設

### 学生食堂
- 現在のところは、設置されていないがラウンジがある[1]。

## 学生生活

### 同好会
- ダンス、バレーボール、バドミントン、テニス、ボランティアほか[1]。

### 学園祭
- 赤門祭が概ね毎年10月に実施されている[1]。

## 交通アクセス
- 青葉山校舎 仙台地下鉄東西線 青葉山駅より徒歩15分

## 姉妹校
- 赤門鍼灸柔整専門学校